# Campeonato Tocantinense 1998
In 1998 werd het zesde Campeonato Tocantinense gespeeld voor clubs uit de Braziliaanse staat Tocantins. De competitie werd georganiseerd door de FTF en werd gespeeld van 8 maart tot 7 juni. Alvorada werd kampioen.

## Eerste toernooi

### Groep A
| Plaats | Club           | Wed. | W | G | V | Saldo | Ptn. |
| ------ | -------------- | ---- | - | - | - | ----- | ---- |
| 1.     | Tocantinópolis | 6    | 2 | 4 | 0 | 5:1   | 10   |
| 2.     | Miracema       | 6    | 2 | 2 | 2 | 7:5   | 8    |
| 3.     | Miranorte      | 6    | 2 | 1 | 3 | 3:5   | 7    |
| 4.     | Araguaína      | 6    | 2 | 1 | 3 | 6:10  | 7    |

|  | Geplaatst voor tweede toernooi |

### Groep B
| Plaats | Club       | Wed. | W | G | V | Saldo | Ptn. |
| ------ | ---------- | ---- | - | - | - | ----- | ---- |
| 1.     | Alvorada   | 8    | 7 | 1 | 0 | 16:3  | 22   |
| 2.     | Interporto | 8    | 3 | 2 | 3 | 17:11 | 11   |
| 3.     | Palmas     | 8    | 3 | 2 | 3 | 10:7  | 11   |
| 4.     | Intercap   | 8    | 1 | 3 | 4 | 7:15  | 6    |
| 5.     | Gurupi     | 8    | 1 | 2 | 5 | 9:23  | 5    |

|  | Geplaatst voor tweede toernooi |

## Tweede toernooi
In geval van gelijkspel worden strafschoppen genomen, tussen haakjes weergegeven.

### Play-off
De drie winnaars en de beste verliezer plaatsten zich voor de knockout-fase.
| Team #1    | Tot.        | Team #2        | 1ste wed | 2de wed |
| ---------- | ----------- | -------------- | -------- | ------- |
| Miranorte  | 5 - 5 (4-5) | Alvorada       | 3 - 2    | 2 - 3   |
| Interporto | 1 - 1 (4-3) | Tocantinópolis | 0 - 1    | 1 - 0   |
| Palmas     | 3 - 1       | Miracema       | 0 - 1    | 3 - 0   |

### Knockout-fase
|  | Halve finale | Halve finale | Halve finale |       |        | Finale | Finale | Finale |
|  |              |              |              |       |        |        |        |        |
|  | Miranorte    | 1            | 0            |       |        |        |        |        |
|  | Palmas       | 1            | 1            |       |        |        |        |        |
|  | Palmas       | 1            | 1            |       | Palmas | 0      | 0 (5)  |        |
|  |              |              |              |       | Palmas | 0      | 0 (5)  |        |
|  |              | Alvorada     | 0            | 0 (6) |        |        |        |        |
|  | Interporto   | Alvorada     | 0            | 0 (6) | 1      | 1      |        |        |
|  | Interporto   |              |              |       | 1      | 1      |        |        |
|  | Alvorada     | 0            | 5            |       |        |        |        |        |

### Kampioen
| Campeonato Tocantinense de 1998 |
| Tocantins                       |
| ------------------------------- |
| ALVORADA Kampioen (1° titel)    |